# Mešita Al-Adiliyah
Mešita Al-Adiliyah nebo Mešita Dukakinzade Mehmeda Paši je mešitový komplex v Aleppu v Sýrii. Byl vybudován v roce 1556 na přání Dukakinzade Mehmeda Paši. Mehmed byl osmanský guvernér albánského původu, který vládl Aleppu v letech 1551-53, než byl jmenován hlavním guvernérem Egypta. Zemřel v roce 1557 a mešita byla dokončena až v letech 1565-66. Je jednou z nejstarších mešit, které vznikly během osmanské okupace.
Komplex je vybudován na jižním vchodu do středověké části města Aleppa.
Mešita se stala známou pod jménem Adiliyya díky svému umístění nedaleko guvernérova paláce, známého jako Dar al-Saada.
Mešita má obrovský dóm s modlitební halou s dvojitým sloupovím. Nad okny na severní straně a v modlitební hale jsou pestrobarevné kachlové panely. Ty byly přivezeny nejspíše z Izniku v Turecku.